# The Metal Opera
The Metal Opera je debutové album rockové opery Avantasia. Album vyšlo 10. července 2001. Příběh pokračuje v albu The Metal Opera Part II. Skladby spolu vytváří příběh (jako je to v opeře „vážné hudby“).

## Seznam skladeb
1. Prelude
2. Reach Out for the Light
3. Serpents in Paradise
4. Malleus Maleficarum
5. Breaking Away
6. Farewell
7. The Glory of Rome
8. In Nomine Patris
9. Avantasia
10. A New Dimension
11. Inside
12. Sign of the Cross
13. The Tower

## Příběh
Hlavní postavou je mladý Gabriel Laymann, který je novicem v Dominikánském klášteře v Mohuči v Německu. Píše se rok 1602 a Gabriel se spolu se svým řádem podílí na tehdy všudypřítomném honu na čarodějnice. Gabriel se dostává do rozporu s vlastním svědomím, když se střetává se svou nevlastní sestrou Annou Held, která je označená jako čarodějnice a čeká na svůj proces. Gabriel začíná pochybovat a tak se tajně vkrade do knihovny, kde se dostává k zakázané knize. Když jeho mentor bratr Jakob zjistí, že z knihy četl, uvrhne ho do žaláře.
V žaláři Gabriel potkává starého Druida jménem Lugaid Vandroiy. Druid Gabrielovi vypráví o jiné dimenzi, o světě fantazie nazvaného Avantasia. Tento svět je v nebezpečí. Druid učiní mladému Gabrielovi nabídku na záchranu jeho sestry pod podmínkou, že on pomůže zachránit Avantasii. Oběma se podaří z vězení utéct a Vandroiy zavede Gabriela ke kamennému kruhu, kde je ukrytá brána mezi dimenzemi. Vandroiy bránu otevře a posílá Gabriela do Avantasie.
Mezitím se mohučský biskup Johann Adam von Bicken spolu s bratrem Jakobem a vogtem (staroněmecký výraz latinsky: advocatus, česky: královský rychtář, také právní zástupce) Falkem von Kronberg vydávají do Říma za Papežem Klementem VIII. Na cestu se vydali spolu s knihou z které četl i Gabriel. Podle starých dokumentů se jedná o knihu, která je poslední, sedmou částí pečetě, která dopomůže svému majiteli k dokonalé moudrosti za předpokladu, že bude přinesená k věži, která se nachází v samotném centru Avantasie.
Po příchodu do Avantasie potkává Gabriel elfa jménem Elderane a trpaslíka Regrina. Ti mu vyprávějí o boji proti mocnostem zla, papežově plánu a důsledcích tohoto plánu. Pokud by došlo k použití pečetě, znamenalo by to konec spojení mezi oběma dimenzemi s katastrofálními následky pro oba světy. Gabriel se musí pokusit zabránit použití pečetě. K věži přijde právě včas. Zatímco papež rozmlouvá s Vnitřním Hlasem, podaří se Gabrielovi pečeť odcizit. Využívá všeobecný chaos a knihu se mu podaří přinést do města elfů.

## Obsazení
- Tobias Sammet – zpěv, klávesy
- Henjo Richter – kytara
- Markus Großkopf – baskytara
- Alex Holzwarth – bicí

### Hosté

#### Hudebníci
- Jens Ludwig – kytara
- Norman Meiritz – kytara
- Frank Tischer – klávesy

#### Zpěváci
- Tobias Sammet
- Michael Kiske
- David DeFeis
- Ralf Zdiarstek
- Sharon den Adel
- Rob Rock
- Oliver Hartmann
- Andre Matos
- Kai Hansen
- Timo Tolkki